# ألفرد كروسبي
ألفرد كروسبي (15 يناير 1931 - 14 مارس 2018) (بالإنجليزية: Alfred W. Crosby)‏ مؤرخ أمريكي، اشتغل أستاذا للتاريخ والجغرافيا والدراسات الأمريكية بجامعة تكساس في أوستن وجامعة هارفارد وجامعة هلسنكي. ألّف عدة كتب مثل التبادل الكولومبي (1972) والإمبريالية البيئية (1986).

## روابط خارجية
- Reviews of Ecological Imperialism.
- Review of The Measure of Reality. دينيس دتون (1999) "Culture, Reality, and Success," Philosophy and Literature 23: 243-55.